# أختي ستيتة (فلم)
أختي سْتيتة فيلم كوميدي، غنائي، استعراضي مصري لعام 1950 من إخراج وقصة، وسيناريو، وحوار حسين فوزي. الفيلم من بطولة سعد عبد الوهاب، وصباح، ويروي قصة المطرب المشهور نبيل الذي يعمل في فريق ألف ليلة وليلة، وتعشقه المطربة الصاعدة هدهد وتهيم به حبًا، وتتمنى أن تعمل معه، وتسافر هدهد إلى كفر الزيات حيث يتوجه إلى مرضعته، وتستغل هدهد الفرصة، وتدعي أنها ستيتة شقيقة نبيل في الرضاعة لكي تلفت نظره، وفي نفس الوقت تحاول أنوار أن تمثل عليه الحب وأن تلتصق به في سبيل الاستفادة من شهرته.
صدر الفيلم إلى دور العرض المصرية في 13 فبراير 1950.
منح موقع قاعدة بيانات الأفلام على الإنترنت (IMDB) الفيلم درجة 6/ 10.
منح موقع قاعدة بيانات الأفلام العربية «السينما.كوم» الفيلم درجة 5.7/ 10.

## أحداث الفيلم
يعمل المطرب نبيل (سعد عبد الوهاب) بفرقة ألف ليله وليله لصاحبها ضرغام (حسن كامل) الذي يحب مطربة الفرقة، أنوار عمار (تاجه زكى)، ويسعى للزواج بها، وهي لا تعيره إلتفاتا، وتهتم بالمطرب نبيل، وتدعي أنها تحبه، لتستفيد من شهرته، بينما هي متزوجة من اللص على الحمش (محمد الديب)، والذي يقضى عقوبة السجن في أبو زعبل، لجريمة سرقة ارتكبها مع زوجته أنوار، ولكنه تحمل العقوبة وحده، ولم يشى بزوجته، التي لا يعلم أحد بالفرقة بزواجها.
تحاول المطربة المغمورة هدهد (صباح) تكوين ثنائي غناء مع والدها الروحى همبوشه (عبد النبي محمد)، ويعملان بفرقة الفرفشة لصاحبها شلبى (عبد المنعم إسماعيل)، ولكنها متيمة بحب المطرب المشهور نبيل، وتود ان تعمل معه، وتصبح بطلة فرقة ألف ليلة وليلة. تدعى هدهد أنها صديقة المطرب المشهور، ولذلك ترفض السفر مع فرقة الفرفشة إلى دمنهور، وتأخذ همبوشه معها لزيارة بيت نبيل، ولكن سكرتيره الخاص سامبا (حسن فايق) يطردهم. تلحق هدهد وكمبوشة بفرقة الفرفشة إلى دمنهور، ويستقلان الأوتوبيس إلى كفر الزيات، ثم يكملان الطريق سيرًا على الأقدام، وحينما يجن الليل، يتجهان لأحد المنازل الريفية. يتعرفان على صاحبة الدار، الست أم ستيتة (سعاد احمد)، ويكتشفان انها مرضعة المطرب نبيل، وأن إبنتها ستيتة (عفاف شاكر) شقيقته في الرضاعة، وتعلم هدهد كل شئ عن ستيتة وطفولتها مع نبيل، وفى الصباح يحملان هدية من أم ستيتة، إلى نبيل، عبارة عن طيور، ودجاج، وفطير مشلتت، ويذهبان لمنزل نبيل. تدعى هدهد أنها ستيتة شقيقة نبيل في الرضاعة، وأن همبوشه هو عنيزة عين أعيان كفر هرباروش مركز كفر الزيات بحيره، ويقيمان بمنزل نبيل، يخدمهما الخادم فاروز (فاروز)، ويندمجان مع السكرتير سامبا، وتثور أنوار لوجود هدهد وعنيزة بمنزل نبيل، ويبادلها عنيزة وهدهد الكراهية.
يعجب سامبا بصوت هدهد، ويقوم بتدريبها على الغناء الصحيح، وتحيل هدهد وعنيزة حياة المطرب نبيل إلى جحيم، بسبب علاقته بأنوار، وتهدد الأخيرة المطرب بقطع علاقتها به، إذا استمر وجود هدهد في منزله، ويحاول سامبا إعادتهم إلى كفر هرباروش، ولكنهما يهربان منه، ويتجهون لمسرح ألف ليله، ويحصلون على توقيع نبيل كمعجبين، ثم يكتبون خطاب توصية لمخرج الفرقة (احمد عامر)، ليعملان مع الفرقة، وتتسلل هدهد لحجرة انوار، وتكتشف وجود زوجها على الحمش، بعد خروجه من السجن، وهو يخطط لسرقة خزينة ضرغام، وتظن هدهد أنه يتدرب مع انوار على فقرة مسرحية، وتقوم أنوار بتقديم زوجها الحمش للجميع، على أنه على بك الحمش زوج أختها، ويرسل الحمش زوجته أنوار لحجرة ضرغام، وتجلس معه في وضع غرامي، ليقوم الحمش بضربه على رأسه، وسرقة الخزانة وإخفاء المسروقات بحجرة أنوار.
يكتشف نبيل وجود ستيتة، وعنيزة ويصطحبهم بسيارته إلى هرباروش، ولكن تقع حادثة في الطريق، وينقل الجميع للمستشفى، ويخرج الجميع سالمين، ولكن ستيتة تدخلت في غيبوبة. يلتقي نبيل بأمه في الرضاعة، ليخبرها بإصابة ستيتة، ولكنه يكتشف وجود ستيتة الحقيقية بالدار، وأن المصابة مدعية، وحينما يعود للمستشفى، يكتشف خروج هدهد، وفى نفس الوقت تبلغ أنوار الشرطة، أن ستيتة شقيقة نبيل هي التي سرقت الخزينة. يقبض على ستيتة وأمها، وفى المركز يتضح أن ستيتة ليست هي المطلوبة. يبدأ البحث عن هدهد، التي تعود لفرقة الفرفشة، وعندما تعلم بالاتهام، تتذكر حوار الحمش مع زوجته أنوار، وتقوم بإبلاغ الشرطة، ويتم القبض على أنوار، بينما تحل هدهد محلها على المسرح وتغني مع نبيل، وتتزوجه.

## طاقم التمثيل
- سعد عبد الوهاب: في دور نبيل.

- صباح: في دور هدهد.

- عفاف شاكر: في دور ستيتة.

- حسن فايق: في دور سامبا.

- محمد الديب: في دور علي الحمش.

- جمالات زايد: في دور مذيعة الإذاعة الخارجية.

- عبد المنعم إسماعيل: في دور شلبي.

- عبد الحليم القلعاوي: في دور العمدة.[12]

- سعاد أحمد: في دور أم ستيتة.

- عبد النبي محمد: في دور هنبوشه/ عنيزة.[13]

بالاشتراك مع: رياض القصبجي - تاجة زكي – رشاد حامد – أحمد عامر – محمد السباعي – طوسون معتمد – فاروز – حسن كامل – وهبة حسب الله.
بطل الفيلم: سعد عبد الوهاب (1929 – 2004) هو ابن شقيق الموسيقار محمد عبد الوهاب، وتخرج من كلية الزراعة 1949، قدمه للسينما حسين فوزي في فيلم «العيش والملح»، ثم «اختي ستيتة»، وقدم مع صباح فيلمين: «اختي ستيتة»، و«سيبوني أغني». كانت حصيلة عمله السينمائي سبعة أفلام آخرها «علموني الحب» عام 1957.

## أغاني الفيلم
أحبكم يا بنات اليوم: غناء سعد عبد الوهاب، ألحان رياض السنباطي
قطعني حتت: غناء صباح وسعد عبد الوهاب، ألحان رياض السنباطي
رميت الدنيا من عيني: غناء سعد عبد الوهاب، ألحان محمد القصبجي
أغنية الريف: غناء صباح، ألحان عبد العزيز محمود
استعراض آخر الليل: غناء صباح وسعد عبد الوهاب، الحان عبد العزيز محمود
لغات الحب: غناء صباح، ألحان فريد غصن
تاريخ المطربات: غناء صباح، الحان فريد غصن
هنا الجنة: غناء صباح، ألحان يوسف صالح 

## استقبال الفيلم
حصد هذا الفيلم نجاحاً كبيراً، واشتهرت الأغنية التي تحمل اسم الفيلم انتشاراً واسعاً، وهي كذلك من ألحان فريد غصن، ومطلعها «أنا ستوتة انا أنسية، لا أنا عفريتة ولا جنية، توتا توتا توتا أنا ستوتة». شكّل هذا النجاح بداية لتعاون وثيق بين المخرج حسين فوزي والنجمة اللبنانية الشابة استمر مدى سنوات، وبعد هذا الفيلم، أعلنت الصحافة في نيسان زواج صباح من نجيب شماس.
كتب محمود الزيباوي على صحيفة النهار مشيداً بسرعة انتشار صباح: «في عام 1950، ظهرت صباح على الشاشة في ثلاثة أفلام، هي تباعاً:» اختي ستيتة«، و» سيبوني أغنّي«، و»الآنسة ماما «. جرى تصوير» اختي ستيتة«في العام 1949 ... غنّت صباح من ألحان محمد عبد العزيز» أغنية الريف«و» آخر الليل«، ومن فريد غصن» لغات الحب«و» تاريخ المطربات«، ومن يوسف صالح» هنا الجنة«، وشاركت سعد عبد الوهاب في أداء» قطّعني حتت«، من ألحان رياض السنباطي. كذلك، غنّى سعد عبد الوهاب» رميت الدنيا«من ألحان القصبجي، و» أحبكم يا بنات اليوم«من ألحان السنباطي».
كتب وجيه ندى يؤرخ للفيلم، ومشيداً بالفنان سعد عبد الوهاب قائلاً: «هو الفيلم الثاني» اختى ستيتة«، والبطولة أمامه المطربة المشهورة صباح ... قدم مجموعة من الأغاني ... وعرض الفيلم في دار سينما ركس بالاسكندريه 13 مارس 1950».

## روابط خارجية
- مقالات تستعمل روابط فنية بلا صلة مع ويكي بيانات
- اختي ستيتة على موقع السينما
- اختي ستيتة على موقع دهليز
- اختي ستيتة على موقع IMDB
- اختي ستيتة على موقع كاروهات
- اختي ستيتة على موقع دنيا الوطن
- اختي ستيتة على موقع يوتيوب